# 295號馬利蘭州州道
巴爾的摩-華盛頓公園大道（Baltimore–Washington Parkway，也稱為B-W公園大道）是美國馬里蘭州的公路，連接巴爾的摩與華盛頓特區，起點在喬治王子縣與華盛頓特區交界處附近的查沃里鎮，與美國國道50號的交會處。本路向東北前行，由國家公園管理局（NPS）維護到馬里蘭州的米德堡附近的馬里蘭州州道175號的路段，沿途有許多聯邦機構服務。此路段用以紀念馬里蘭州第五選區的眾議員格萊迪斯·農恩·斯派曼（ Gladys Noon Spellman ） ，雖然編碼為馬里蘭州州道295，但並未豎立里程牌碑。本路段由NPS的綠帶公園（Greenbelt Park）管理，禁止商用車（包括卡車）行駛。
離開公園範圍後，本路由馬里蘭州並豎立有馬里蘭州州道295（MD295）標誌牌，並經過巴爾的摩-華盛頓瑟古德·馬歇爾國際機場附近。進入巴爾的摩市後，巴爾的摩運輸部門接管道路維護工作，路線繼續向北至與州際公路95號（I-95）的交匯處；此處為巴爾的摩-華盛頓公園大道的終點，再往下的路段並不豎立MD295的標牌，而改稱羅素街（ Russell Street）向北進入巴爾的摩市中心。在馬里蘭州巴爾的摩市中心本路北上路段為帕卡街（Paca Street），南下路段為格林街（Greene Street），終點為美國國道 40號 。
興建公園大道連接巴爾的摩和華盛頓的計劃，可以追溯到18世紀皮埃爾·查爾斯·恩芬特（ Pierre Charles L'Enfant ）為華盛頓特區設計的佈局，但直到1920年代才開始啟動。興建本路的主要原因包括美國國道1號的高事故率與二戰前的國防需要。在1940年代中期完成了設計計劃，並於1947年開始建築馬里蘭州維護路段，於1950年開始興建國家公園管理局維護路段。
整個大道在1950年至1954年之間分段通車，完工後，華盛頓和巴爾的摩的郊區發展了，在1960年代和1970年代，曾計劃將國家公園管理局維護的路段劃歸國家，納入州際公路295號或甚至州際公路95號。不過計畫並未成真，而迄今整條路都被編號為馬里蘭州州道295號（但僅在馬里蘭州州政府維護路段有標示牌）。
在1980年代和2000年代之間，國家公園管理局維護的路段進行了現代化改造。本路正由4條車道擴展到6條車道，並且計劃進一步拓寬並建立新的交流道。

## 路线说明

### 國家公園管理局路段

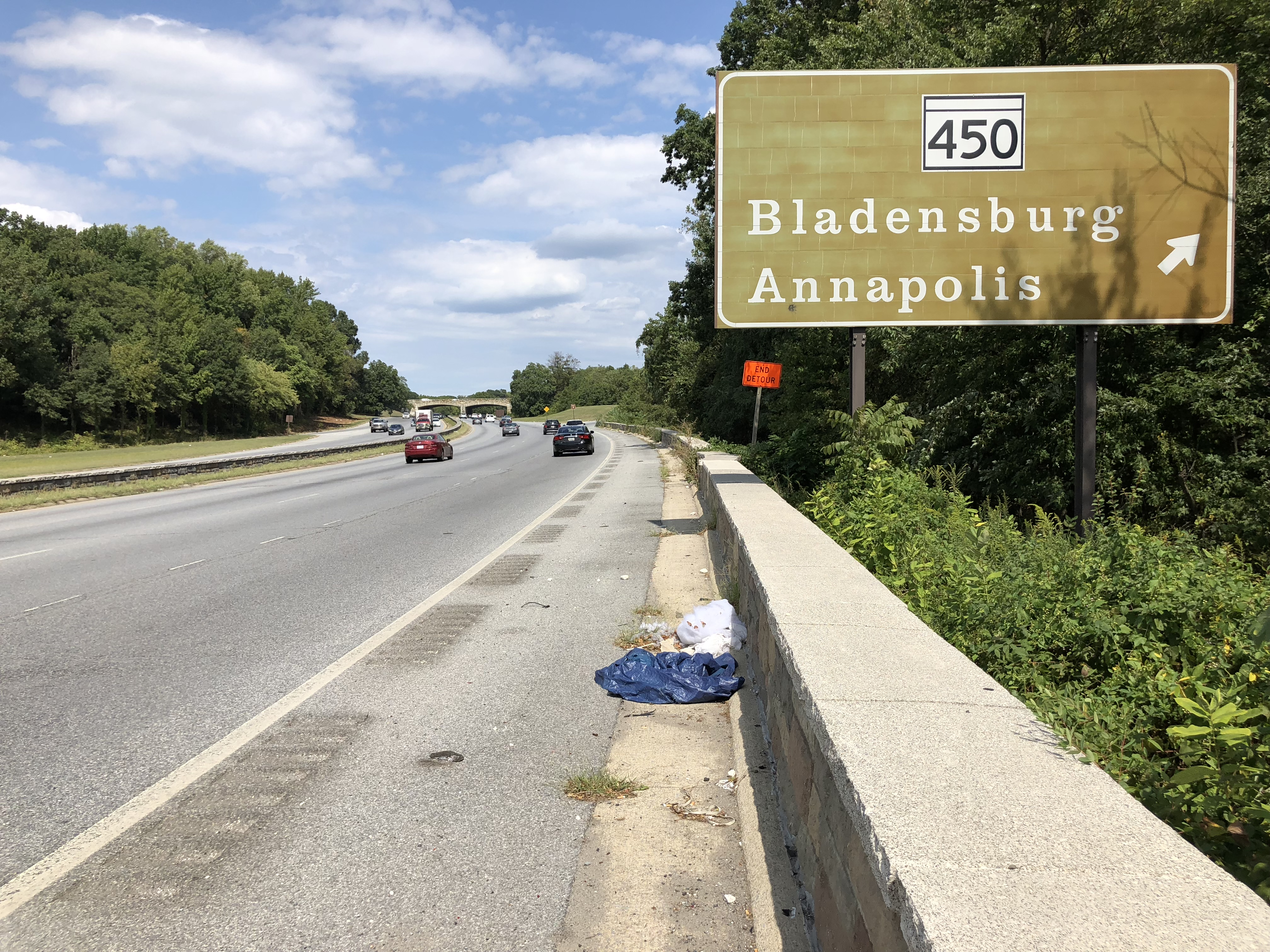
巴尔的摩-华盛顿公園大道北上出口，通往布莱登斯堡和兰多弗山的馬里蘭州州道450號。

本路始於華盛頓特區接壤於馬里蘭州的塔克塞多（Tuxedo）的大型四葉草型交流道（馬里蘭州公路管理局維護）。在交匯處的南端和西端有兩條道路匯入：有美國國道 50號向西進入華盛頓特區，成為紐約大道；馬里蘭州州道201號，起於與特區交界處的肯尼沃斯大道高速公路（Kenilworth Avenue Freeway）北端（該路進入哥倫比亞特區後成為特區第 295號公路 ）。美國國道50號公路從交流道向東延伸，成為約翰·漢森公路（為高速公路），馬里蘭州州道 201號則沿肯尼沃斯大道（平面道路）向北，與巴爾的摩－華盛頓公園大道平行，向東經過交流道。  
巴爾的摩－華盛頓公園大道在南端與馬里蘭州州道175號之间的路段由国家公园管理局（NPS）维护。本路向北行，成为一条六線道的有限制通行道路，並未標明為馬里蘭州州道295號。 在本路段禁止行駛商用车辆，例如卡车。但是公共汽车和租賃客車可以行駛。 大路穿过工业区附近的繁茂樹林，跨過CSX運輸首都分區的亞歷山卓支線與馬里蘭州州道201號； 該路南下方向有匝道匯入巴爾的摩－華盛頓公園大道。本路繼續向東北行，經過喬治王子醫療中心，在雪佛利（Cheverly）與馬里蘭州州道202號（Landover Road）交會，在布拉登斯堡（Bladensburg）與馬里蘭州州道450號（安那波利斯路）交會。布拉登斯堡是一個歷史悠久的海濱小鎮，由建於18世紀中葉的房屋組成。 
本路繼續北行，有四個車道，雙向道路之間是一片寬闊的樹林綠帶。本路穿过林地，道路兩旁的樹林掩蓋了路旁的住宅區，並在新卡罗尔顿（ New Carrollton ）西侧與通往里弗代尔園區（Riverdale Park）的馬里蘭州州道410 號（里弗代尔路，Riverdale Road）交會。  越往北行居民越多，而後進入綠帶城（Greenbelt，1930年代新政计划期间建立的模範“绿色小镇”）和綠帶城公园（ Greenbelt Park，是國家公園管理處所管辖的公园中，离华盛顿特区最近的公共露营区）。 在公园的东北角，巴尔的摩-华盛顿公園大道與州際道路95號以及495號（首都环線）交汇。 该交流道是公園管理唯一使用符合《道路交通管理標誌統一守則 （MUTCD）规定的绿色標誌的地方。 

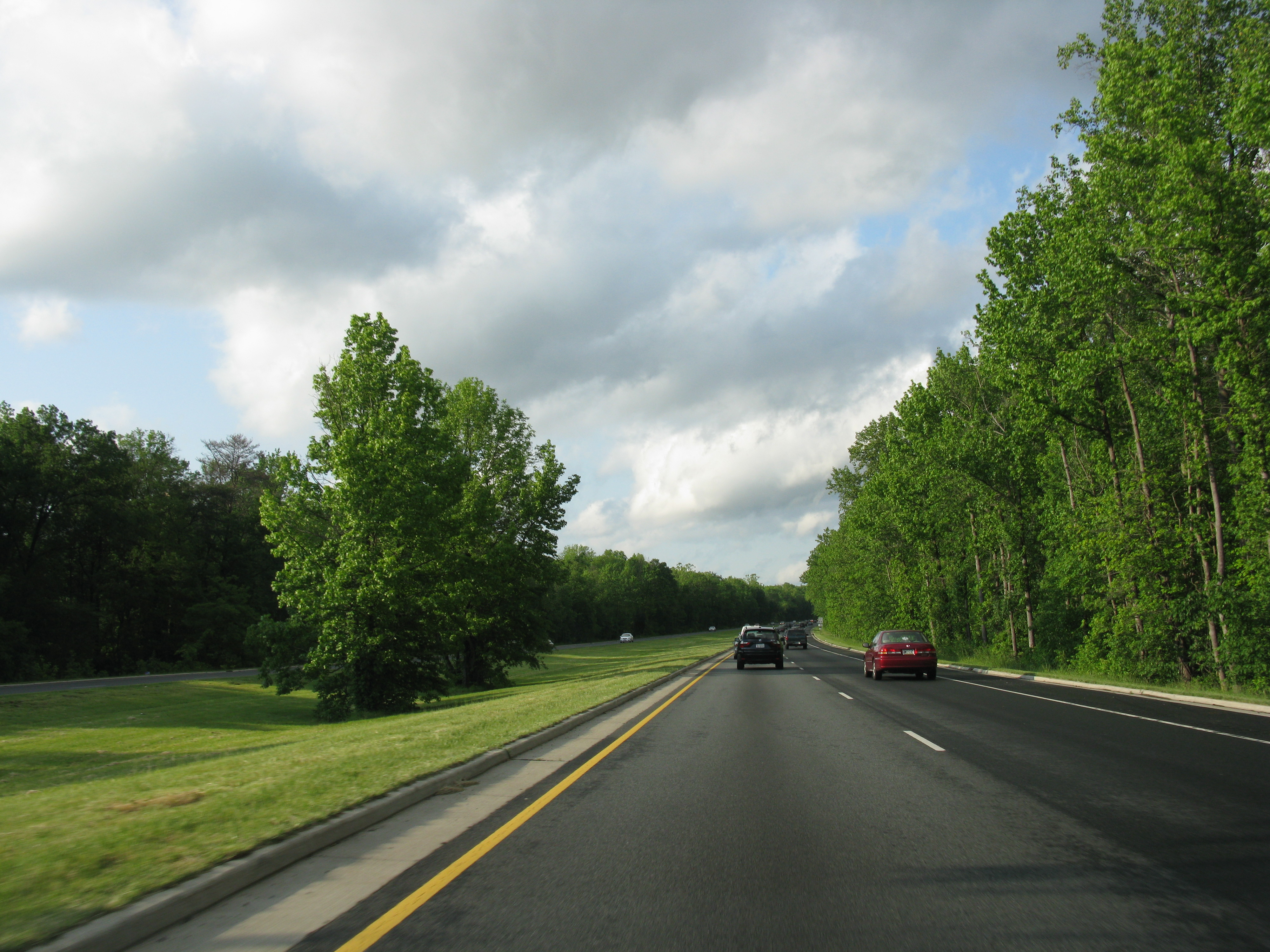
巴爾的摩－華盛頓公園大道在磨坊路與馬里蘭州州道之間的北行路段。

经过首都环線高速公路後，本路直达綠帶城的市中心，交會馬里蘭州州道193號（綠帶路，Greenbelt Road）。  由此交流道下，在州道193邊，有負責本路段巡邏的这一部分巡逻的美国公园警察总部。 馬里蘭州州道193号還通往大学公园城機場（ College Park Airport） ，本機場建於1909年，莱特兄弟（Wright Brothers）在此教導美国陆军如何驾驶飞机。马里兰大学（University of Maryland）则是成立于1862年的公共教育机构。 在该镇的北部边缘，有條僅供戈达德太空飞行中心員工進入該中心的道路。戈达德太空飞行中心于1958年啟用，是NASA的第一個太空飛行中心，為許多太空任務做出重大貢獻。然後本路進入屬於美国农业部的貝爾茨維爾農業研究中心（Beltsville Agricultural Research Center），是世界上最大的农业研究中心。该中心内唯一的交流道是首都科技大學（Capitol Technology University）以南的磨坊路（Powder Mill Road）。  
在貝爾茨維爾農業研究中心外，本路在勞雷爾 （Laurel）以南與馬里蘭州州道197號（勞雷爾-鮑伊路）交會。  在此出口附近有蒙彼利埃大厦（Montpelier Mansion），是由乔治·托马斯·斯诺登少校于1783年建造的乔治亚风格的大厦。 過了馬里蘭州州道197號以後，本路穿過帕塔克森國家野生動物研究中心的西緣；該中心是在1936年由富兰克林·罗斯福总统成立的野生动物中心，跨越帕塔克森特河至安妮阿伦德尔县。  本路續向東北穿过茂密的林地，有個出口通往馬里蘭州州道198號（米德堡路）至劳雷尔的東部；該處起源于1830年代的磨坊，有許多历史遗迹，例如劳雷尔车站（今日仍由馬里蘭區域通勤鐵路使用）以及一座1840年代的磨坊工人房子，現為劳雷尔博物馆（Laurel Museum ）。 

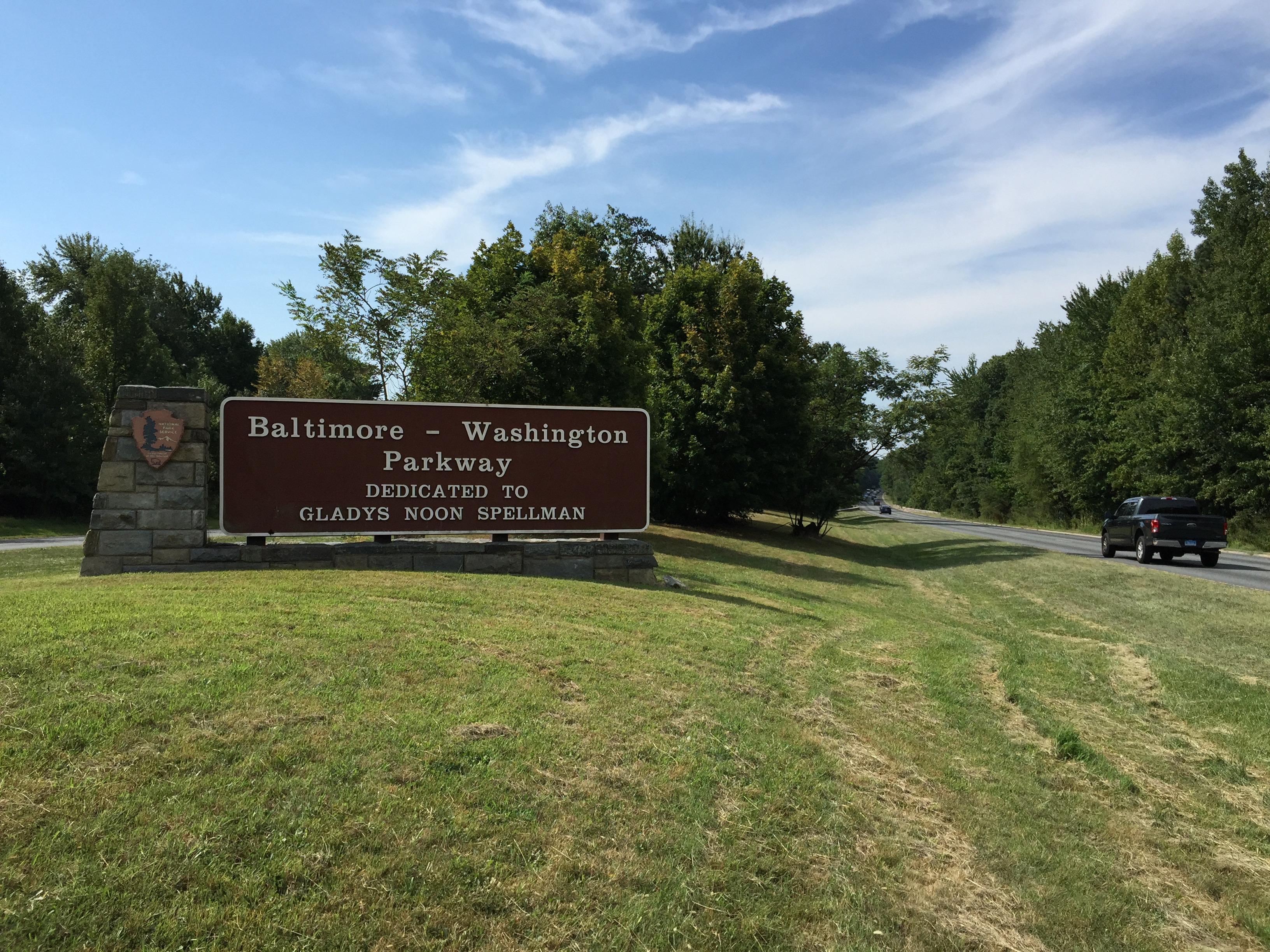
在國家公園管理局维护路段的北端，沿着巴尔的摩-华盛顿公园大道向南看

继续向北，抵達米德堡附近的馬里蘭州州道32號 （薩維奇路，Savage Road）， 馬里蘭州州道32號直接进入米德堡和国家安全局，下一个交汇处是僅供員工使用进入米德堡的道路，僅有南向出口與北向入口。 米德堡是1917年啟用的軍事基地，在第二次世界大战期间训练了350万士兵，目前仍是重要的基地。過了。馬里蘭州州道32號向西可至薩維奇工坊（Savage Mill） ，是从1822年營運到1947年的棉纺厂，目前是一家古董购物中心；还有Bollman Truss铁路桥，是巴尔的摩和俄亥俄州铁路（现为CSX的首都分區）巴尔的摩和华盛顿特区區間的一條铸铁與锻铁製桥，建於1869年。過了這個交流道之后，是與馬里蘭州州道175號（杰瑟普路，Jessup Road）的四葉草交流道，國家公園管理處的負責路段到此交流道的南端结束。  

### 295號馬里蘭州州道

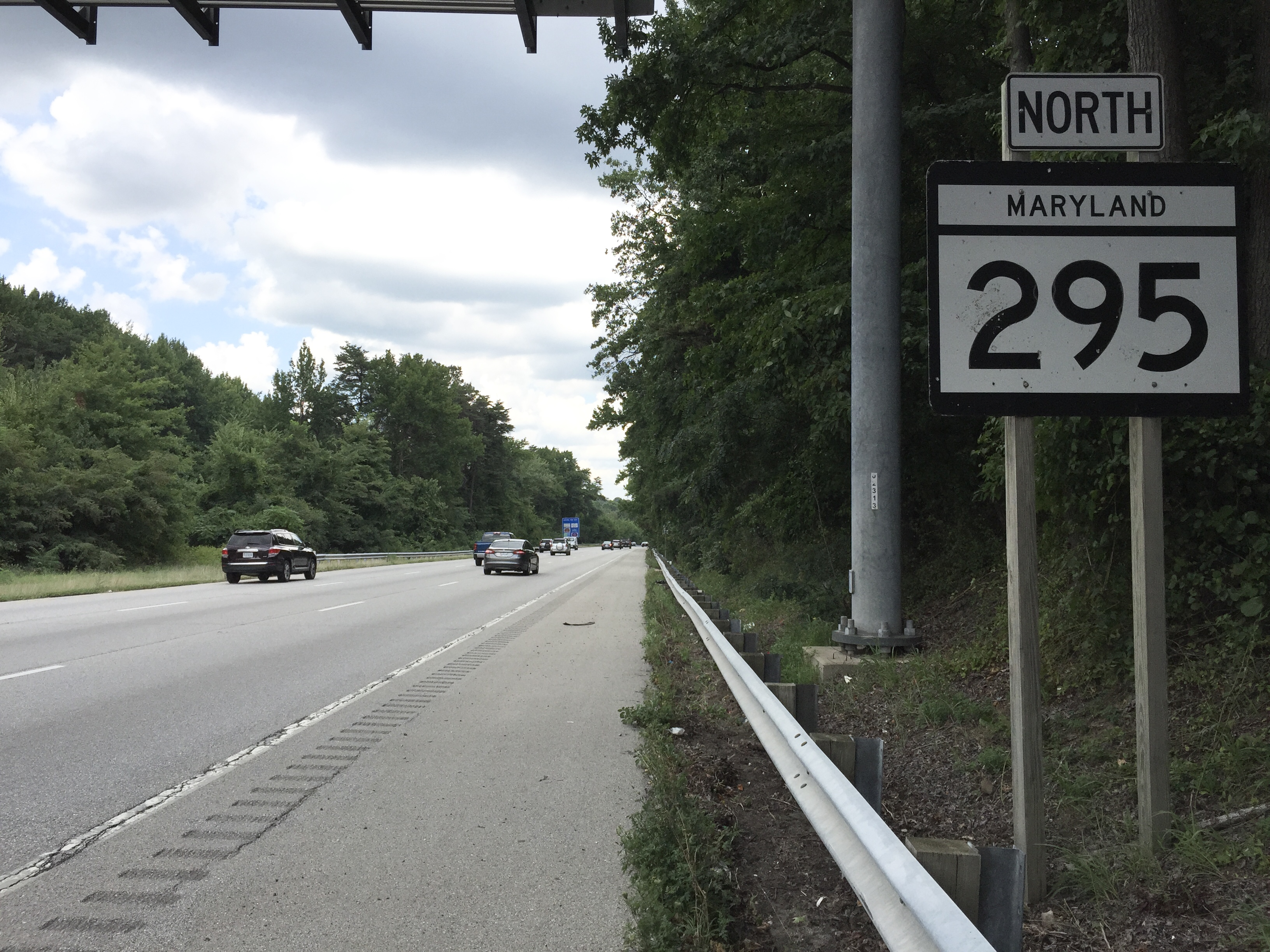
在馬里蘭州州道175號交流道附近的北向車道，可見馬里蘭州州道295號標誌

經過與馬里蘭州州道175號的交流道以後，本路開始標記為馬里蘭州州道295號，繼續北行，为由马里兰州公路管理局維護的四车道高速公路，禁行卡车于此终止，因此卡车可以从巴尔的摩與BWI机场驶入米德堡。这条路的这一部分设有标准的MUTCD绿色标牌。它穿过树木繁茂的地区，與馬里蘭州州道713F（阿伦德尔·米尔斯大道，Arundel Mills Boulevard）形成了鑽石型交流道的 ，可通往阿伦德尔·米尔斯购物中心和Maryland Live！赌场和酒店。之後向北，與馬里蘭州州道100號以四葉草型交流道交會，而後向東北行駛，經過巴尔的摩-华盛顿国际机场（马里兰州最大的机场）的西北側，以及工业区，然后到达I-195 （通往机场的主要通道）。   在此交流道也跨越了Amtrak的东北走廊。  I-195西行可通往原巴爾的摩與俄亥俄鐵路的托马斯高架桥，托马斯高架桥，跨越帕塔普斯科河和帕塔普斯科谷州立公园。 
本路繼續朝東北，變成六个车道，在林西肯（Linthicum）附近與西訥色李路（West Nursery Road）相交，毗邻BWI旅館区。之後與I-695 （巴尔的摩环城公路）以完整的四葉草型交流道交會。向北本路機過馬里蘭州州道168號（訥色李路），然后跨過帕塔普斯科河进入巴尔的摩县， 並與I-895 （港口隧道快速公路）交汇，沿馬里蘭州州道295號北行的車輛可以進入I-895的北行車道，从I-895的南行車道可進入馬里蘭州州道295號南行。经过I-895公路以後馬里蘭州州道295號經過被樹林隔開的住宅區，进入巴尔的摩市。  
馬里蘭州州道295號進入巴爾的摩市以後，成為由巴尔的摩运输部维护的限行高速公路，穿過樹木茂密的城市住宅区和工业区，從CSX的巴尔的摩終端分區的柯蒂斯湾支線下方通過，與馬里蘭州州道648號（安納波里斯路）與水景大街（Waterview Avenue）交會。接著向北行，跨過CSX的漢諾瓦分區的鐵路線，抵達與I-95的交流道，也就是本路的北终点。限行高速公路由此成為六車道的城市街道，称为罗素街。  
馬里蘭州州道295號继续以罗素街（Russell Street）向东北行，穿過工商混合區而未有州道道路標示，經過海恩斯街（Haines Street）的巴尔的摩灰狗巴士站（ Baltimore Greyhound Terminal）和巴尔的摩馬蹄鐵賭場（ Horseshoe Casino Baltimore）的西北邊。繼續北行會经过CSX的巴尔的摩終端分區的鐵路，然后經過M＆T银行体育馆（美国国家橄榄球联盟的巴尔的摩乌鸦隊主場）的西邊。之後与马丁·路德·金·大道交汇，  接著從美国职业棒球大联盟的巴尔的摩金莺隊主場金莺公园以西經過，为一条四车道的街道。 然後從與华盛顿大道交汇处分成兩條單行道，北向車流沿Eislen街與帕卡街（Paca Street）行驶，南向車流行駛格林街（Greene Street）。接著本路與市中心許多重要街道相交。 
格林街经过倫巴德街（Lombard Street ）和巴尔的摩街之间的马里兰大学医疗中心、巴尔的摩街和费耶特街之间的巴尔的摩退伍軍人医疗中心、费耶特街街角的的威斯敏斯特大厅和墓地。 帕卡街經過历史悠久的帕卡街消防隊，以及与列克星敦街交叉口的列克星敦市場。 馬里蘭州州道295號的正式終點是與40號美國國道40號的交匯點，接著向北行是馬里蘭州州道129號。  

## 歷史
興建巴爾的摩與華盛頓之間的公路的想法，可回溯到18世紀 皮埃爾·查爾斯·恩芬特規劃華盛頓特區之時，並在1924年由Harry W. Nice提出。
国家首都公园和规划委员会（National Capital Park and Planning Commission ）最初的規劃是沿著美國國道1號北行到馬里蘭州州道198號以後向東至米德堡，但由于缺乏资金，因此改為扩建美国國道1号。在1930年代，总统富兰克林·罗斯福（ Franklin Roosevelt）颁布的“新政”计划使得大眾對公路建設的興趣提高，马里兰州计划委员会1937年的一份报告又更加提高了大眾的期望。 美国國道1号事故不斷增加（当时被称为世界上最致命的公路之一），而且為了第二次世界大战前的國防動原準備，使得公路的興建更加急迫。  
1942年，公共道路局（Bureau of Public Roads）开始規劃本路的建筑。 联邦和州官员委托JE格林纳公司（JE Greiner Company）進行規劃，包括南端的大型Y形路口以连接纽约大道與計畫中的Anacostia高速公路。北端的設計包括一个类似的星形交流道，一端通向美国國道40号（富兰克林街），另一端穿过内港；但在1945年被修改为目前的狀態。 

### 施工
高速公路北部路段于1947年由马里兰州政府開始施工，而國家公園管理局路段於1950年開始施工。國家公園管理局負責路段的土地是與綠帶公園（由國家公園管理局管轄）同時取得的。 馬里蘭州維護路段，從巴爾的摩市市界的 Hollins Ferry Road 與馬里蘭州州道46號（現I-195）之間，于1950年12月完工，而由馬里蘭州州道46號至馬里蘭州州道175號之間路段於1952年完工。巴尔的摩市内路段於1951年啟用，國家公園管理局維護路段在1954年10月通車。 當時由國家公園管理局維護的路段稱為巴尔的摩-华盛顿公園大道（ Baltimore–Washington Parkway），其它路段稱為巴尔的摩-华盛顿快速道路（Baltimore–Washington Expressway）。 

### 完工后
在高速公路完工前后，擔心核子武器攻擊，联邦政府开始将联邦机构迁出首都。 郊区開始出現社区，包括在劳雷尔，塞文，鲍伊和綠帶城。本路於是成為往华盛顿和巴尔的摩的主要通勤路线，郊区发展迅速，最终使得巴爾的摩與華盛頓兩城合并为一个大都會区。 
1963年，州道路委员会，国家公园管理局和公共道路局（联邦公路管理局（Federal Highway Administration，FHWA）的前身）曾經提議將國家公園管理局維護路段轉移給马里兰州，由馬里蘭州將這條国家公园管理局管轄道路終最危險的道路之一，提升為现代高速公路标准并允许卡车和公共汽车全線通行，但由于馬里蘭州不願意負擔經費，計畫未能實現。 
1965年，哥達德太空飛行中心興建了交流道以供員工進入。

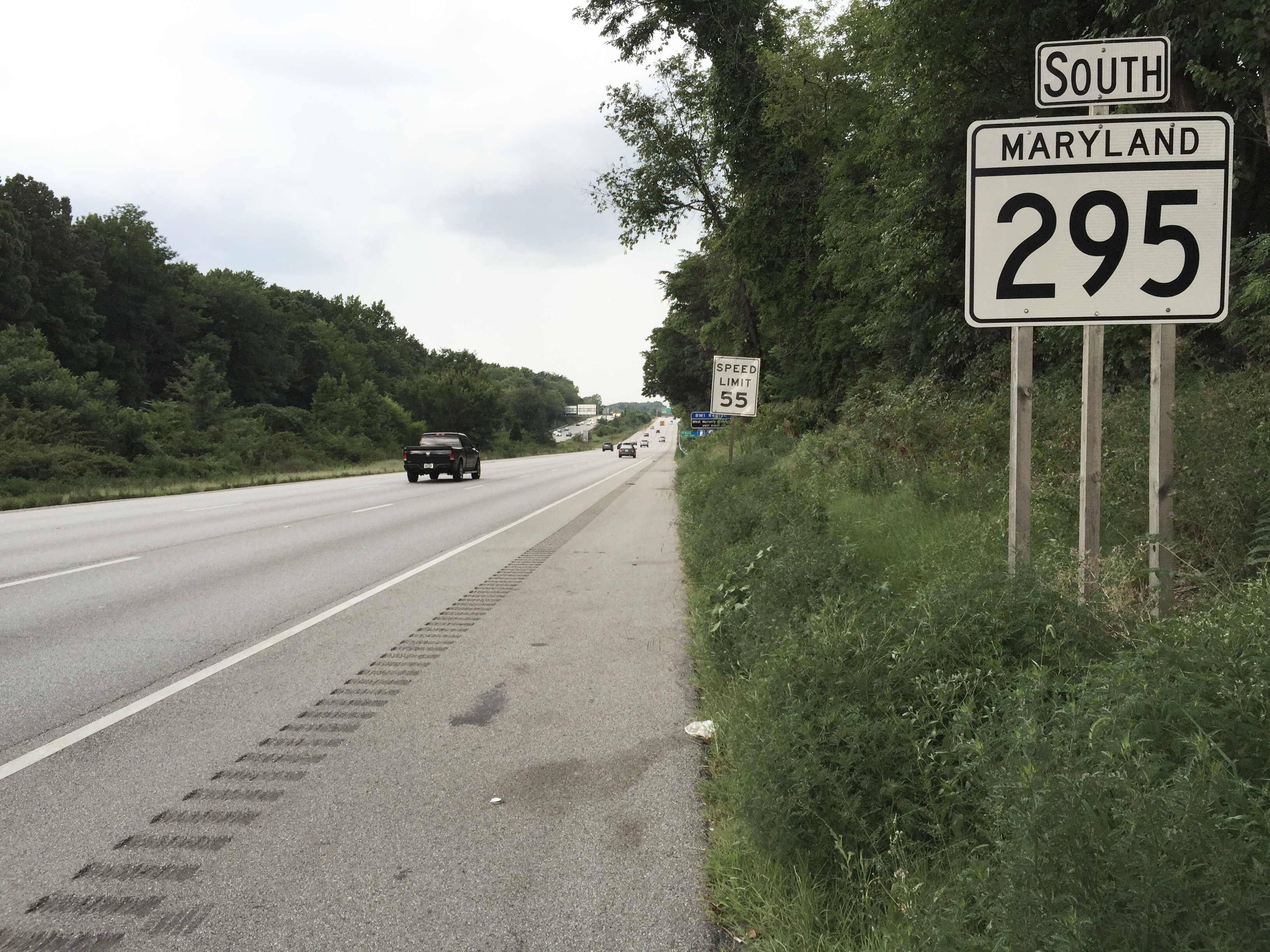
在林西肯经过 I-695 的公园大道南向車道

1968 年，州道路委员会向 FHWA 提议将本路纳入州际公路系统并指定为州际公路I-295，作為预计在 1971 年通車的 I-95的支線。路名于 1969 年获得批准，但由于缺乏提昇路線標準的资金，除目前被標為 I-295 的部分外，其他路段被撤回。 由于取消納入州际公路系統，到1975年，本路於 I-695 以南仍為未编号道路，而以北的部分则成为馬里蘭州州道3號的一部分。不過仍然有计划将本路拓宽到六车道甚至八车道，在1970 年联邦公路法案編列了6千5百萬美元（相當於2020年的3.37億美元），但资金仍然不足。不過由於取消了北中央高速公路和东北高速公路（I-95 在纽约大道和大学公园交流道之间的路线），曾有计划讓I-95沿著本路路線行駛，如此便能提昇本路的路線標準；可是計畫也沒有實現，而卡車也再次被禁止行駛本路。  
到 1973 年，巴尔的摩 - 华盛顿快速道路在 I-695 和巴尔的摩门罗街之间路段，編為馬里蘭州州道3號；1981年這段由馬里蘭州維護的路段，改編為馬里蘭州州道295號。到 1990 年代，被称为巴尔的摩 - 华盛顿快速道路的路段改稱巴尔的摩 - 华盛顿公园大道。
在 1980 年代中期，国家公园管理局与联邦公路管理局开始改建並現代化國家公園管理局維護的路段，包括交流道改善工程。  2002年前后，联邦政府完成了工程，包括重建與馬里蘭州州道197號的交流道。  
2004 年，马里兰州州长Robert L. Ehrlich宣布计划拓寬巴尔的摩-华盛顿国际机场附近的州道 295路段。  在I-195 與 I-695之間的路段從每側兩車道拓寬成每側三車道；工程耗資1千2百40萬美元，從2008年開工，于2011年底完成。 加宽工程是利用雙向路線之間的中間空間，而於路線的內側增加車道。 
马里兰州公路管理局从 2012 年 5 月 7 日开始关闭了巴尔的摩-华盛顿公园大道和阿伦德尔米尔斯大道之交流道的南向匝道以重建交流道为马里兰州的第一个分叉钻石型交流道，由 Cordish 公司的 Maryland Live! 賭場開發計畫資助的5百萬美元提供資金以升級道路。 新交汇处于 6 月 11 日通車。  

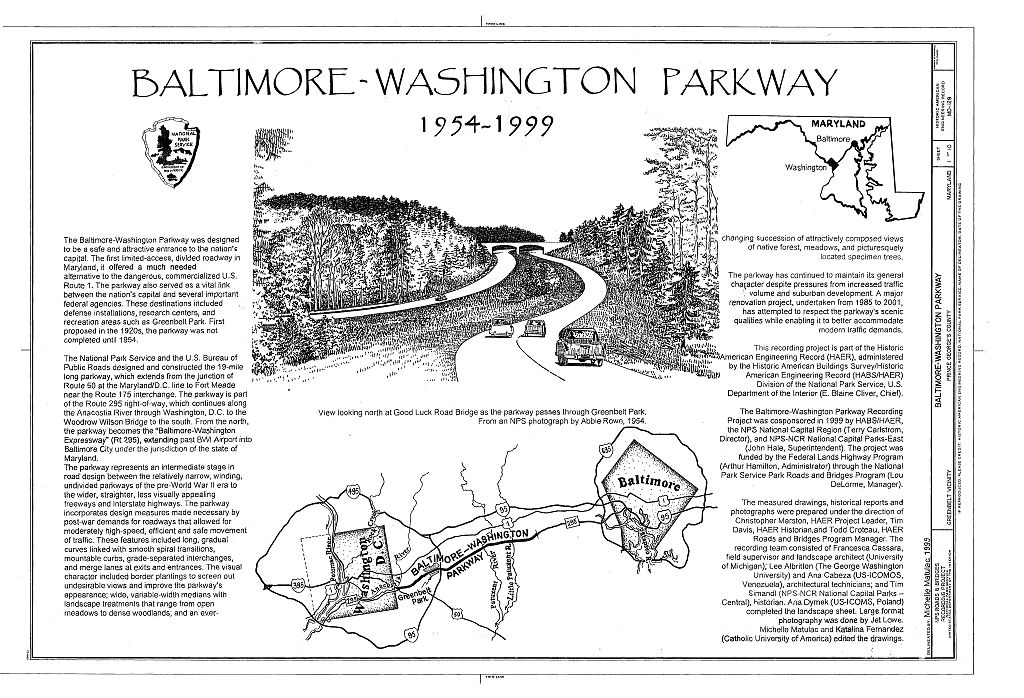
巴尔的摩-华盛顿公园大道 1954-1999：40 周年（美国历史工程记录萬名）

### 冠名
1983 年，巴尔的摩-华盛顿公园大道由國家公園管理處维护的路段，以格拉迪斯·農恩·斯佩尔曼(Gladys Noon Spellman) 的名字命名，她是1975 年 1 月 3 日至 1981 年 1 月 3 日期间代表马里兰州第 5 国会选区的女性聯邦眾議員。 格拉迪斯·诺恩·斯佩尔曼是乔治王子县的教育家和国家心理健康研究中心的主席，也是该县執行委员会的第一位女性成员。 1980 年 10 月 31 日，她因為心脏病发而處於昏迷狀態並结束了国会生涯，於 1988 年 6 月 19 日去世。  1991 年 5 月 9 日，巴尔的摩-华盛顿大道被列入国家史迹名录。    

### 事件
1989 年，在劳雷尔以东的馬里蘭州州道198號上，正在興建中的跨越馬里蘭州州道295號的跨線橋的，由於支撐未完工橋段的鷹架出問題，在尖峰時段倒塌，造成 14 名駕駛人與建筑工人受伤。  2005 年 7 月 9 日，一个建筑工地的下方出现了一个大洞，导致北向道路完全封閉。先用混凝土填充大洞以支撑路基并防止坍塌惡化；美国陆军工程兵团搶修，但该路线一直关闭到第二天。  2007 年 8 月 24 日，大块混凝土从馬里蘭州州道193（綠帶路）的跨線橋掉到北向車道，導致馬里蘭州州道295號雙向封閉。 

### 改建
計畫在馬里蘭州州道100號和 I-195之間拓寬成六線道，以及在汉诺威路建造新的交流道。 
2017 年 9 月，州长拉里·霍根(Larry Hogan) 宣布计划将巴尔的摩 - 华盛顿公園大道加宽四车道，在中间增加收费快速车道；这是一项耗资 90 亿美元的马里兰州道路拓宽計畫的一部分。該計畫結合政府與民間企業，由企業负责建设、營運與維護车道。国家公园管理局拥有的路段将移交给马里兰州運輸管理局。 
2019年，巴尔的摩-华盛顿公園大道的国家公园管理局路段的路面严重恶化，出現數個大洞。在2019年3月，馬里蘭州州道197號與32號之間的路段路況惡劣，於是將最高速限降低。在各方壓力下，国家公园管理局緊急進行修補並在2019年4月开始全面重新鋪設路面，比计划提前了几个月。在馬里蘭州州道198號與175號之间的路段稍後也重新鋪設路面。 